# Operação Teia de Aranha
Operação Teia de Aranha (em ucraniano: Операція «Павутина» trans: Operaciya «Pavutyna») foi um ataque secreto com drones realizado pelo Serviço de Segurança da Ucrânia (SBU) em profundidade no território da Rússia em 1 de junho de 2025, durante a Guerra Russo-Ucraniana. Os ataques coordenados tiveram como alvo os ativos de Aviação de Longo Alcance da Força Aérea Russa em cinco bases aéreas, Belaya, Dyagilevo, Ivanovo Severny, Olenya e Ukrainka, usando drones escondidos em e lançados a partir de caminhões em território russo.
O ataque foi, até aquele momento, a maior ação com drones contra bases aéreas russas durante o conflito, envolvendo o lançamento de 117 aeronaves não tripuladas. Autoridades ucranianas afirmaram que mais de 40 aeronaves russas teriam sido danificadas. O governo russo confirmou a ocorrência do ataque. A operação se destacou pelo alcance geográfico, abrangendo cinco oblasts localizados em cinco fusos horários distintos. Um dos principais alvos foi a Base Aérea de Belaya, na Sibéria Oriental, a aproximadamente 4,300 km (2,700 mi) da Ucrânia.  De acordo com análises de inteligência de fontes abertas (OSINT), ao menos 13 aeronaves teriam sido atingidas, com base em imagens de satélite e vídeos obtidos em duas das bases envolvidas.

## Preparação

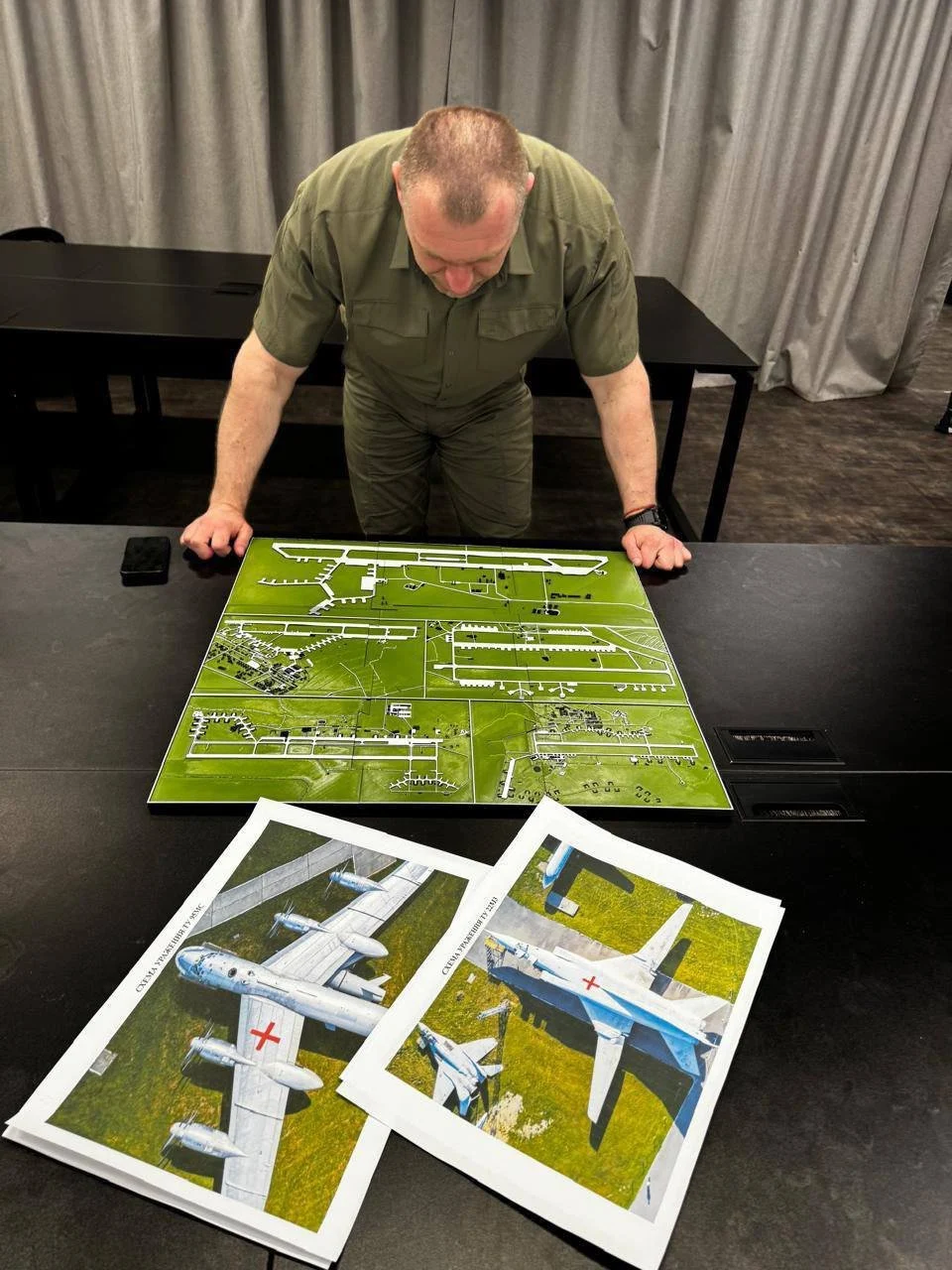
O chefe do Serviço de Segurança da Ucrânia (SBU), Vasyl Malyuk, observa imagens de satélite de aeródromos militares russos, Olenya, Ivanovo Severny, Ukrainka, Belaya e Dyagilevo (em sentido horário) acompanhadas de fotografias dos bombardeiros estratégicos Tu-95MS (à esquerda) e Tu-22M3 (à direita).

Volodymyr Zelenskyy afirmou que o planejamento da operação levou 18 meses e 9 dias até sua execução final Fontes dos Estados Unidos e da Ucrânia indicam que Washington não foi informado previamente sobre os ataques. De acordo com autoridades ucranianas, o plano para a operação, descrita como "extremamente complexa" foi elaborado pelo chefe do Serviço de Segurança da Ucrânia (SBU), Vasyl Malyuk, junto de sua equipe, sob supervisão direta do presidente Zelenskyy. Os drones utilizados eram quadricópteros simples, adaptados para transportar cargas pesadas. Aproximadamente 36 desses drones foram levados para território russo escondidos em contêineres de madeira com tetos removíveis, projetados para imitar cabines móveis de madeira, semelhantes às que são frequentemente transportadas por caminhões de plataforma sem cobertura, Esse disfarce foi considerado um elemento crucial para viabilizar o lançamento. No início do ataque, os tetos dos contêineres foram abertos remotamente, permitindo que os drones fossem ativados e direcionados a seus alvos. Segundo Zelenskyy, cada drone possuía um operador individual responsável por seu lançamento e controle remoto, possivelmente via satélite ou conexão com a Internet. Fontes ucranianas também relataram que os agentes envolvidos na preparação da operação em solo russo foram retirados antes do início dos ataques.

## Ataques

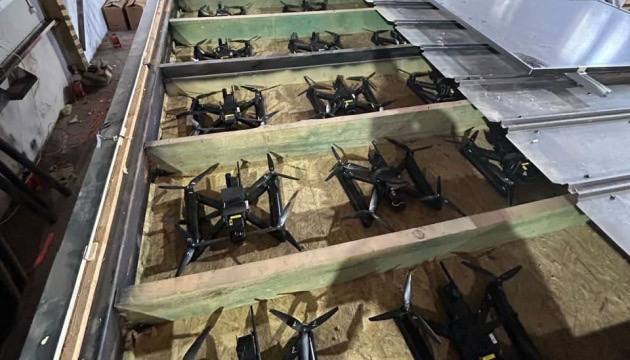
Drones ucranianos em containers preparados que seriam lançados contra a aviação russa.

Cerca de 117 drones ucranianos com capacidade de visão em primeira pessoa (FPV) foram utilizados em uma ofensiva coordenada contra cinco bases aéreas russas: Belaya, Dyagilevo, Ivanovo Severny, Olenya, e Ukrainka. O SBU afirma ter atingido mais de 40 aeronaves militares russas foram atingidas, incluindo bombardeiros estratégicos Tu-160, Tu-95 e Tu-22M, além de uma aeronave de alerta antecipado e controle aéreo do tipo A-50. Em resposta aos ataques, autoridades russas declararam estado de emergência nas bases aéreas de Engels e Morozovsk, citando ameaças potenciais de novos ataques aéreos.

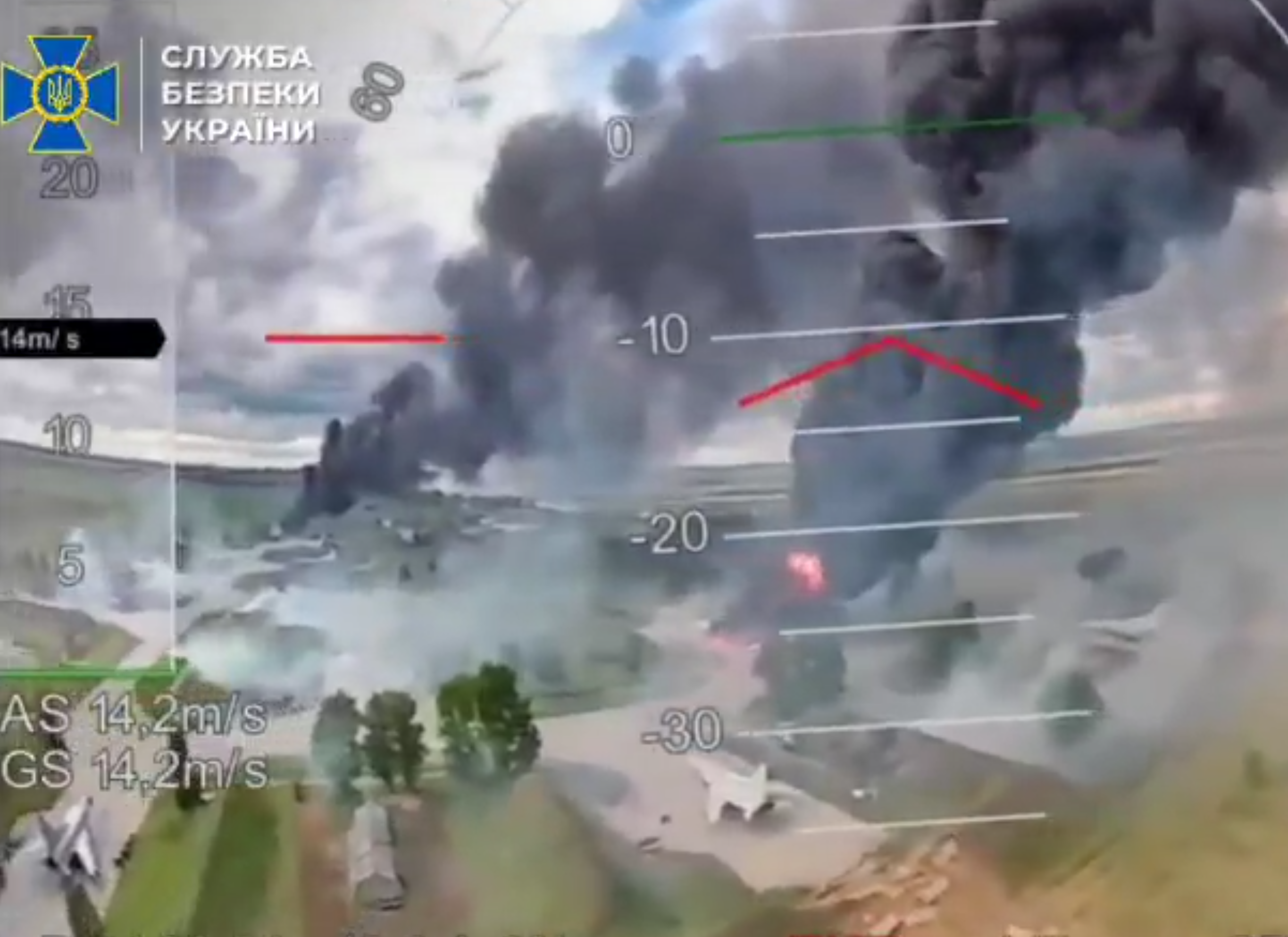
A Base aérea de Belaya sob ataque de drones ucranianos.

O presidente Zelenskyy, afirmou que um centro de coordenação da operação foi instalado próximo a uma unidade do Serviço Federal de Segurança da Rússia (FSB), acrescentando que cerca de 34% dos lançadores de mísseis de cruzeiro estratégicos russos estacionados em bases aéreas teriam sido atingidos

### Olenya

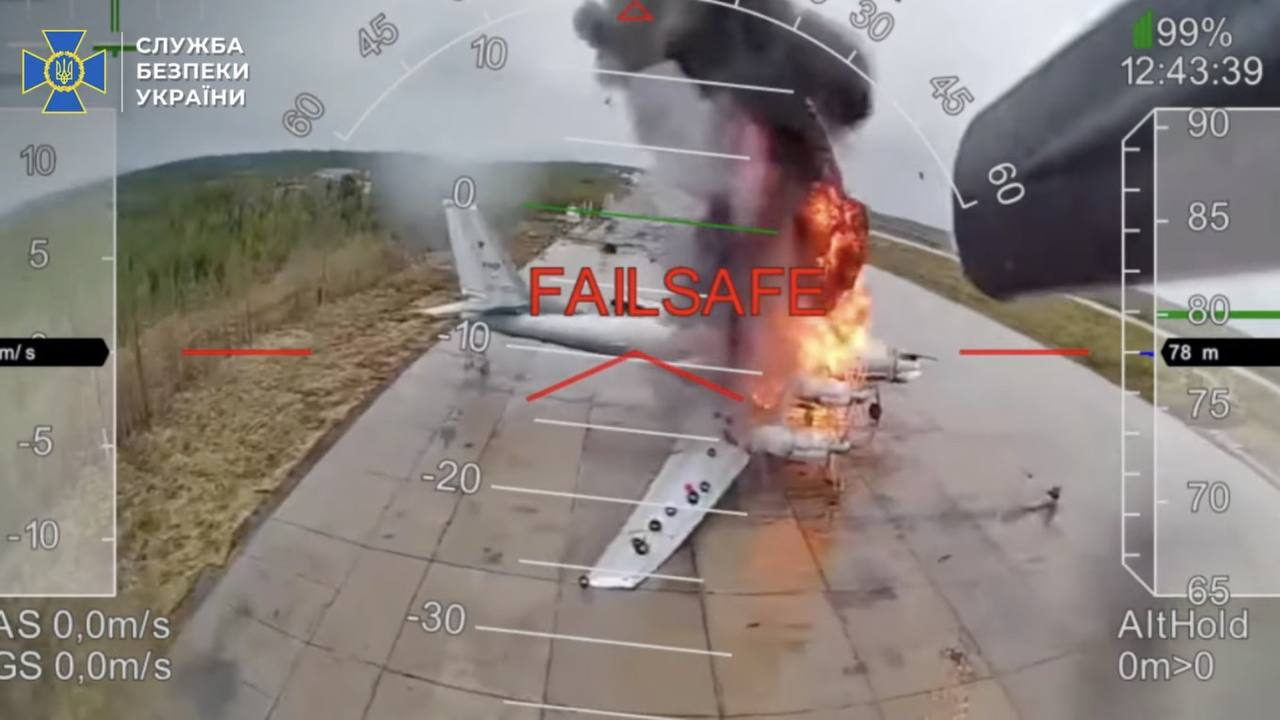
Um Tu-95 atingido por um drone na base aérea russa de Olenya.

Após relatos da mídia sobre o deslocamento de um grande número de aeronaves de aviação estratégica para a base aérea de Olenya, localizada ao sul de Murmansk, a instalação foi alvo de drones FPV, que teriam causado a destruição ou danos a diversas aeronaves estratégicas.[carece de fontes?] Meios de comunicação russos confirmaram a ocorrência do ataque, indicando que os sistemas de defesa aérea estavam ativos durante a ofensiva. Moradores da cidade vizinha de Olenegorsk relataram múltiplas explosões e incêndios; um vídeo mostrando as consequências do ataque foi divulgado posteriormente. Os drones teriam sido lançados de um caminhão estacionado em um posto de gasolina nas proximidades da base. Foram registradas ao menos dez explosões.  Dps do ataque, autoridades locais restringiram a movimentação da população, proibindo entradas e saídas de Olenegorsk. A base aérea abrigava bombardeiros Tu-95 com capacidade nuclear. Segundo o projeto de inteligência de fontes abertas AviVector, em 26 de maio estavam estacionados na base dois bombardeiros Tu-95MS, três Tu-160 e dois caças Su-34.

### Belaya

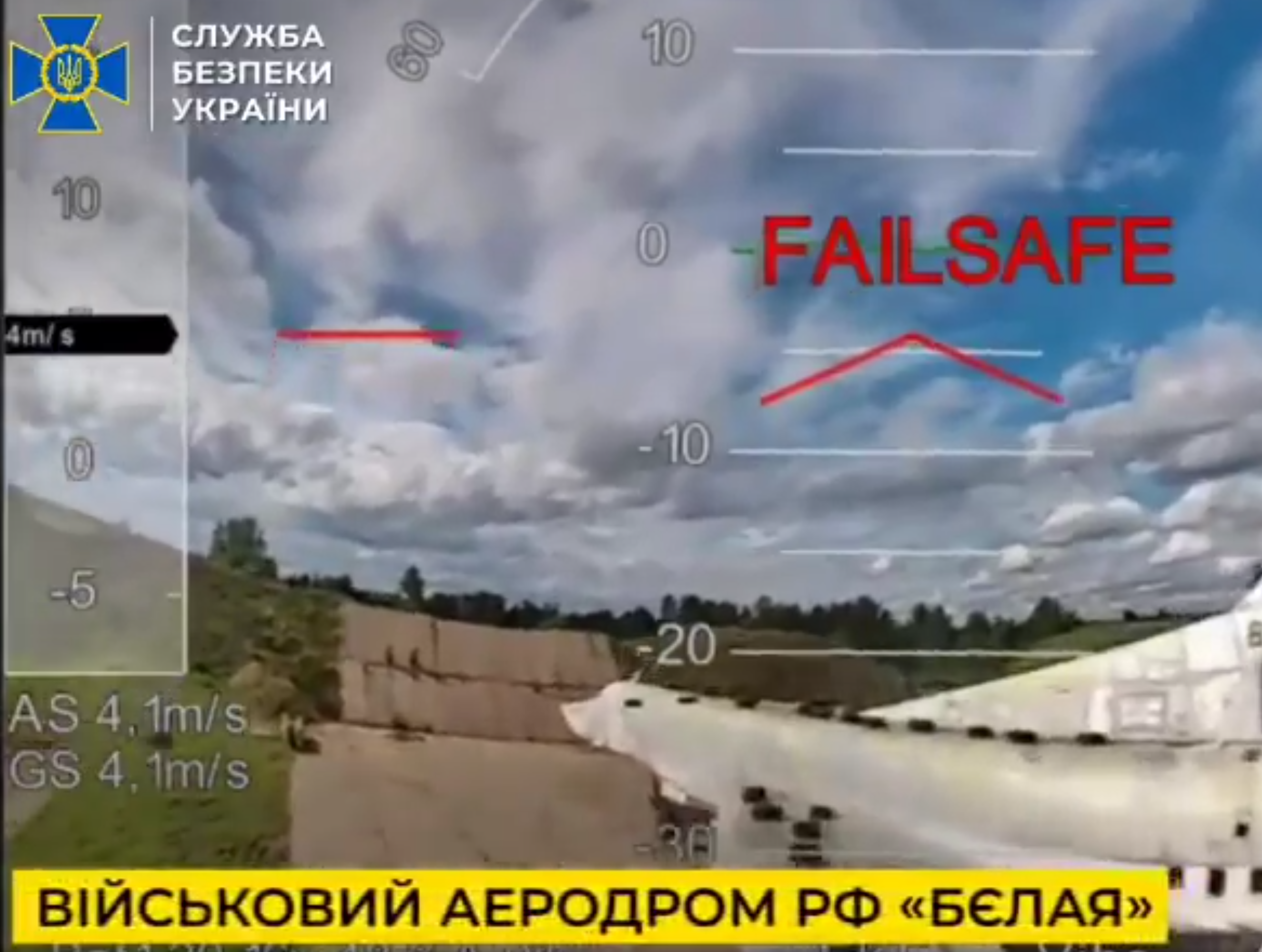
Um Tu-22M3 sendo alvo na base aérea de Belaya

A base aérea de Belaya, localizada na região de Irkutsk, foi alvo de um ataque confirmado por residentes locais e pelo governador Igor Kobzev, que relatou a queda de um objeto em um prédio antigo.  Assim como em Olenya, os drones foram lançados a partir de caminhões adaptados. Este episódio marcou o primeiro ataque ucraniano em território da Sibéria. A base abriga o 200º Regimento de Aviação de Bombardeiros Pesados da Guarda Brest Red Banner, equipado com bombardeiros estratégicos Tu-22M3, está estacionado na base aérea. O governador publicou imagens mostrando uma coluna de fumaça no local do impacto. De acordo com o AviVector, na véspera do ataque havia 52 aeronaves estratégicas estacionadas na base: 35 bombardeiros Tu-22M3, seis Tu-95MS, sete Tu-160, além de 30 caças MiG-31 e oito aeronaves auxiliares e de transporte.
Em 2 de junho, uma análise de imagens de satélite comerciais feita por fontes OSINT confirmou a destruição de três bombardeiros Tu-95, um Tu-95 possivelmente danificado, um Tu-22M3 destruído e três outros Tu-22M3 com danos potenciais.

### Dyagilevo

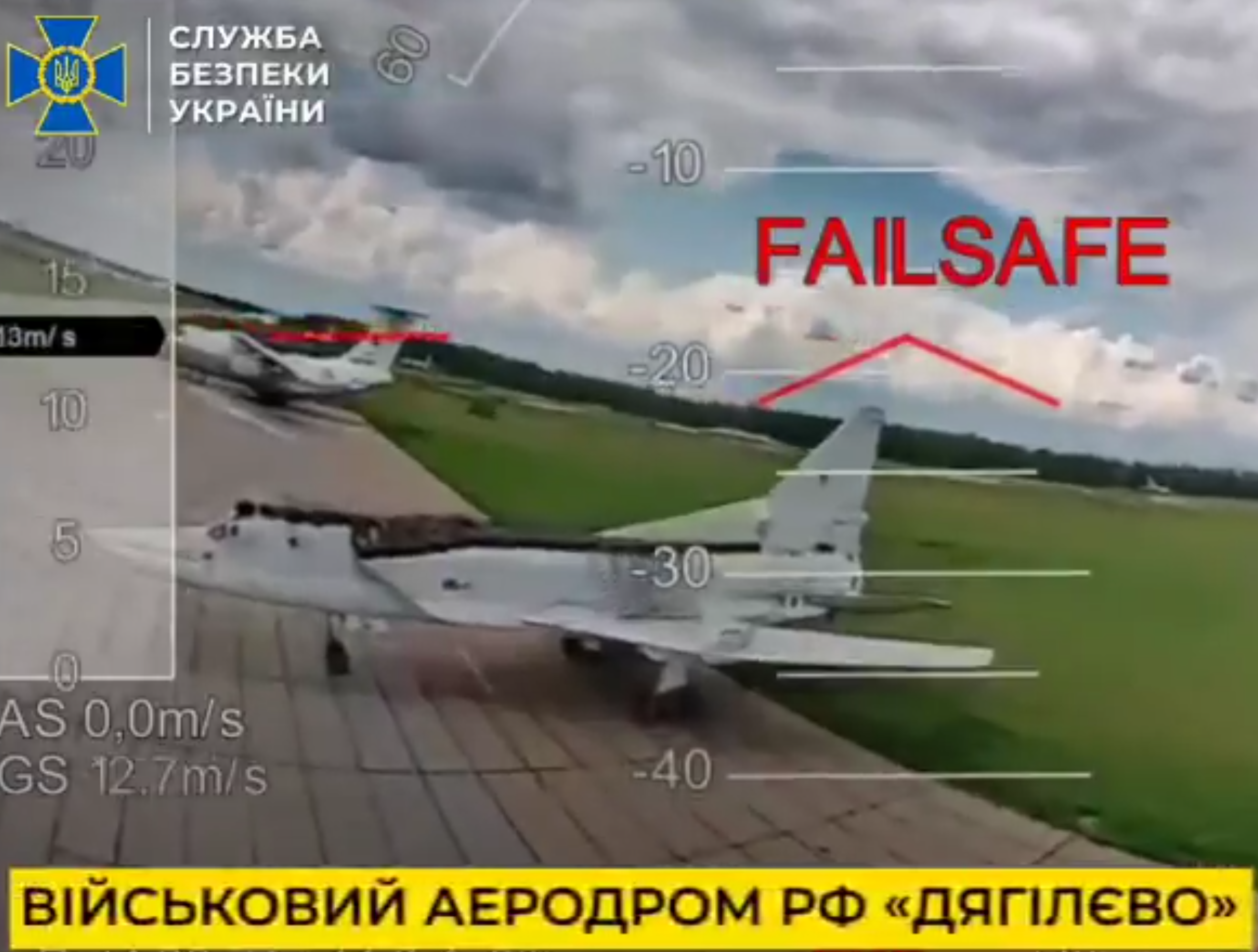
Um Tu-22M3 sendo mirado na base aérea de Dyagilevo.

Ataques também foram registrados no aeródromo de Dyagilevo, nas proximidades de Ryazan.  O governador local confirmou a ocorrência e relatou que fragmentos de um drone abatido danificaram o telhado de um edifício residencial, sem causar ferimentos. Testemunhas relataram pelo menos sete explosões no local. A base abriga bombardeiros Tu-95MS e Tu-22M3.

### Ivanovo Severny

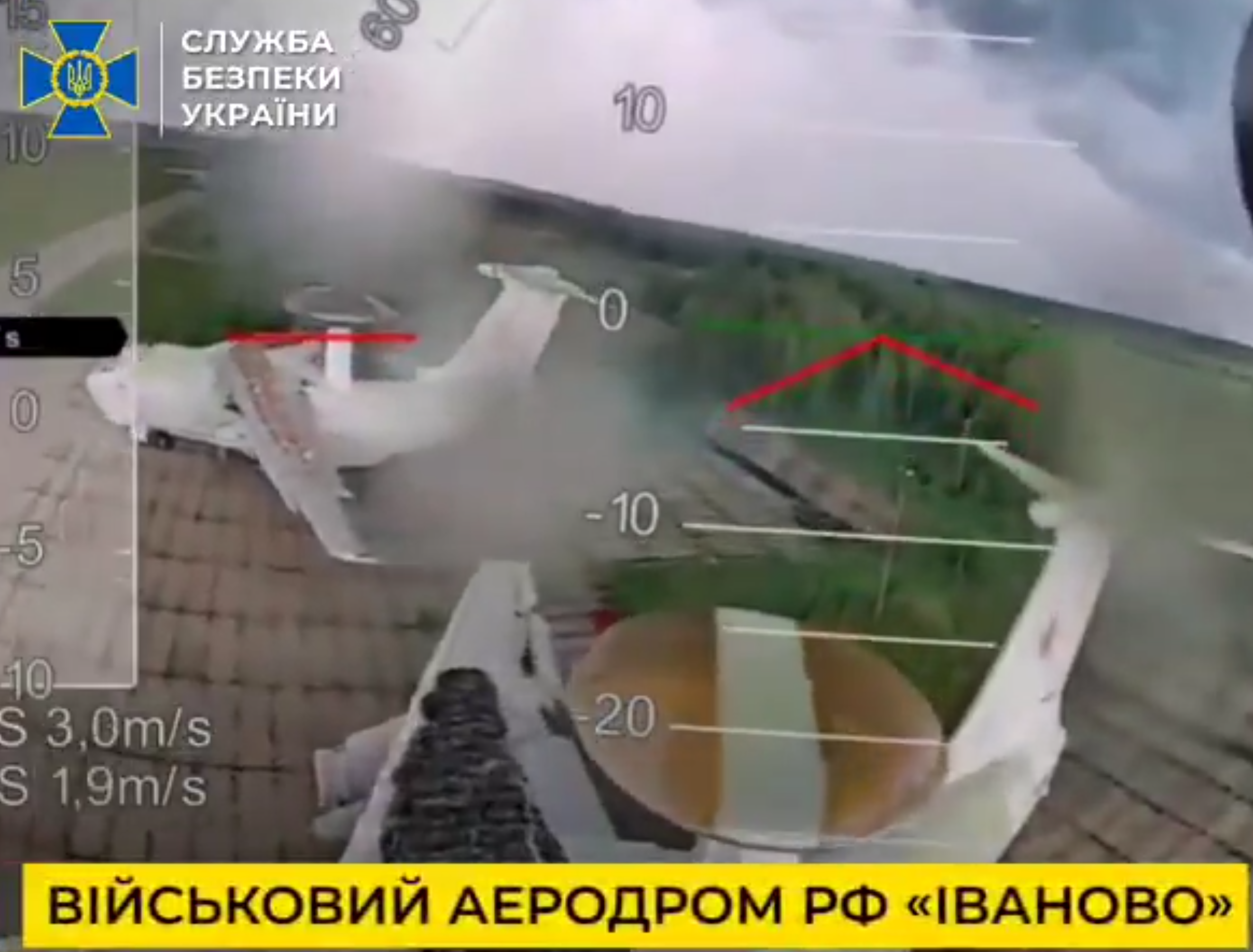
Um A-50 foi alvo de drones ucranianos na base aérea de Ivanovo Severny.

A base aérea de Ivanovo, situada próxima à cidade, também teria sido alvo de um ataque. entretanto autoridades locais não tenham confirmado oficialmente a ocorrência. A base já havia sido atacada anteriormente, em 23 de maio de 2025. De acordo com o The Moscow Times, uma aeronave A-50 possivelmente foi atingida nesse ataque.

### Ukrainka
Na base aérea de Ukrainka, próxima a Seryshevo, na região de Amur, uma tentativa de ataque fracassou quando o caminhão que transportava drones FPV explodiu antes do lançamento.

## Consequências
Autoridades ucranianas afirmaram que os ataques danificaram aproximadamente um terço dos lançadores de mísseis de cruzeiro estratégicos da Rússia, avaliados em cerca de 7 bilhões de dólares. O Instituto para o Estudo da Guerra destacou que a ofensiva pode ter reduzido, ao menos temporariamente, a capacidade russa de lançar mísseis de longo alcance e drones contra a Ucrânia. Observou ainda que algumas das aeronaves danificadas pertencem à família de bombardeiros estratégicos Tupolev, da era da Guerra Fria, cuja produção já foi descontinuada, o que compromete a reposição desses vetores e enfraquece parte da tríade nuclear russa. O Wall Street Journal ssugeriu que a falha dos serviços de inteligência russos em prevenir os ataques poderia intensificar a desconfiança interna no Kremlin e motivar expurgos entre os órgãos de segurança.  Alguns comentaristas e blogueiros militares russos compararam a operação a um “Pearl Harbor” russo.
O Ministério da Defesa russo classificou a ação como um “ataque terrorista”, reconhecendo ofensivas em cinco regiões, embora tenha declarado que ataques foram repelidos em três delas. Confirmou danos em aeronaves nas bases aéreas de Olenya e Belaya.
A agência estatal TASS relatou que um motorista de caminhão, supostamente envolvido na operação, estava sendo interrogado pela polícia. O ministério também afirmou que não houve vítimas nas regiões de Murmansk e Irkutsk e que vários “participantes” haviam sido detidos. Em contraste, Zelenskyy declarou que todos os operadores ucranianos envolvidos foram evacuados com segurança do território russo. A BBC, citando relatos não verificados do canal russo no Telegram Baza, conhecido por seus vínculos com os serviços de segurança russos, informou que os motoristas dos caminhões de drones afirmaram ter recebido instruções para entregas comuns de cabines de madeira e foram orientados por celular sobre onde estacionar. Um dos condutores, em entrevista à agência estatal russa RIA Novosti, relatou surpresa ao ver os drones emergirem e afirmou que alguns tentaram inutilizá-los jogando pedras.

## Análise
Segundo avaliação publicada pelo Financial Times, os danos infligidos às aeronaves estratégicas russas durante os ataques representaram aproximadamente 20% da frota operacional de aviação de longo alcance da Federação Russa. Entre os modelos afetados estão os bombardeiros Tu-95 e Tu-22M3, cuja produção foi encerrada com a dissolução da União Soviética em 1991, o que os torna ativos de reposição extremamente limitados. De acordo com o analista militar William Alberque, a substituição dessas aeronaves poderá demandar anos ou mesmo décadas, dada a obsolescência da cadeia industrial correspondente. Alberque também observou que, como consequência tática, os ataques provavelmente obrigarão o comando russo a redistribuir sua frota estratégica por um número maior de bases aéreas, comprometendo a eficácia operacional em ações de grande escala voltadas à supressão das defesas aéreas ucranianas.
Em uma análise publicada no Wall Street Journal, o ensaísta e colunista Bernard-Henri Lévy comparou a operação ucraniana aos ataques seletivos conduzidos por Israel contra combatentes do Hezbollah, classificando-a como uma das ações militares mais engenhosas da história recente. Segundo Lévy, trata-se de uma operação que poderá ser estudada por gerações futuras em academias militares, tanto pela sua concepção quanto pela execução estratégica. Ele a posiciona entre os episódios mais impactantes contra a Rússia desde o início da invasão da Ucrânia, juntamente com eventos como o naufrágio do cruzador Moskva, a destruição parcial da ponte da Crimeia, a retirada da Frota do Mar Negro para Novorossiysk, e a ofensiva de Kursk em 2024.